# Derxena
Derxena là một chi bướm đêm thuộc họ Geometridae.

## Các loài
- Derxena coelivagata Walker, 1866
- Derxena nivea (Kirsch, 1877)